# Grassmanns lag
Grassmanns lag är en regelbunden ljudförändring i sanskrit och grekiska uppkallad efter matematikern och språkvetaren Hermann Grassmann. Ljudförändringen är en typ av dissimilation där en rot med två aspirerade ljud förlorar aspirationen i det första ljudet. Således övergick de icke-belagda formerna *bhabhūva på sanskrit och *phéphūka på grekiska till babhūva respektive péphūka. Detta skapar altereringar i vissa paradigm, så att det grekiska ordet för ’hår’ i nominativ heter thriks med ett aspirerat /tʰ/ i början. I genitiv genomgår ordet Grassmanns lag och är i stället trikhos med ett oaspirerat /t/ på grund av andra stavelsens aspirerade /kʰ/.